# حسن باليوزي
حسن باليوزي (7 سبتمبر 1908 – 12 فبراير 1980) كان أحد الأعضاء الإيرانيين البارزين في الديانة البهائية. خدم لعدة عقود في المؤسسات الإدارية للديانة، وعمل في هيئة الإذاعة البريطانية، وكان كاتبًا غزير الإنتاج. ألّف عددًا لا يُحصى من المقالات وسلسلة من الكتب الأكاديمية عن النبي محمد والشخصيات المركزية في النظام البهائي: علي محمد الشيرازي، وبهاء الله، وعبد البهاء. أدى إخلاصه في خدمة الديانة وروحه الروحية العميقة إلى اختياره يد أمر عام 1957. أسس صندوقًا ومكتبةً مخصصةً للبحوث البهائية، وتبرع بجميع مؤلفاته لها. وتحتوي المكتبة على أكثر من عشرة آلاف مادة، ولا تزال تنمو باستمرار.

## سيرة ذاتية
وُلد حسن في شيراز، إيران، لكنه قضى معظم حياته في بريطانيا. كان باليوزي من الأفنان، أي من نسل الباب من كلا جانبي العائلة. أصبح والده حاكمًا لموانئ الخليج العربي. نُفيت العائلة إلى الهند خلال الحرب العالمية الأولى، حيث قضى هناك ما بين سن الثامنة والسادسة عشرة، وتلقى دروسًا خصوصية في اللغة الفارسية واللغة العربية، والتحق بـكلية الأساقفة التابعة لأبرشية بونا الكاثوليكية الرومانية. لاحقًا، عادت عائلته إلى إيران عندما تولى والده منصب وزير الداخلية، والتحق حسن بمدرسة في قبرص. توفي والده في عام 1921، وانتقلت والدته إلى شيراز، وساعد إدوارد براون في ترتيب دراسته في لندن قبل وفاة والده بنحو عام. ثم انتقل حسن إلى بيروت استعدادًا للدراسة الجامعية.
خلال إقامته في بيروت، التقى حسن بـشوقي أفندي في فترة كان يعتبر نفسه فيها مسلمًا. عثر على نسخة من كتاب من مفاوضات عبد البهاء وقرأ مقالات أخرى عن الديانة، لكنه ظل متشككًا. ومع تطور العلاقة بينه وبين شوقي أفندي، شعر بالحاجة إلى اعتناق الديانة، فدخل فيها في نوفمبر عام 1925 وهو في السابعة عشرة من عمره. التحق بعدها بـالجامعة الأميركية في بيروت وتخرج بدرجة في الكيمياء، ثم نال درجة ماجستير في التاريخ الدبلوماسي، وشارك في عدد من الجمعيات الطلابية والأنشطة الرياضية. في عام 1932، انتقل إلى بريطانيا ودرس التاريخ الدبلوماسي في مدرسة لندن للاقتصاد، ونال منها درجة ماجستير في العلوم عام 1935. في أثناء هذه الفترة، كتب حسن مقالًا لصحيفة فارسية عام 1933-1934 يعلق فيه على السياسة في أوروبا، فكتب له شوقي أفندي تحذيرًا بشأن التورط في السياسة، وكان لذلك تأثير حاسم في مسار حياته.
في عيد الرضوان عام 1933، انتُخب عضوًا في التجمع الروحي الوطني لبريطانيا العظمى، وظل يُعاد انتخابه حتى عام 1958، حيث شغل منصب نائب الرئيس، ثم الرئيس. وفي عام 1938، أدى دور البطولة في عرض مسرحي مقتبس من كتاب الوديان السبعة. في العام نفسه، بدأ بنشر مقالات سير ذاتية عن بهاء الله، ثم عن علي محمد الشيرازي وعبد البهاء، ولاحقًا تحولت هذه المقالات إلى كتب.
ابتداءً من عام 1942، عمل في القسم الفارسي لهيئة الإذاعة البريطانية حتى عام 1958، وقدم برامج عن إيران وتاريخها. خلال هذه الفترة تزوج من ماري براون، ورُزق منها بخمسة أبناء. كما سافر في أرجاء البلاد لإلقاء المحاضرات. وفي أكتوبر 1957، عيّنه شوقي أفندي يد أمر.
بدأ تأليف الكتب في عام 1970، وكانت بدايته بكتاب عن إدوارد براون. وفي عام 1976 كتب محمد ومسار الإسلام، وأصبح موجان مومن مساعده. تبرع بأعماله، وخاصة كتاب مسار الإسلام، إلى المكتبات، واستُخدمت هذه الكتب في المحاضرات، والنقاشات.
توفي حسن في لندن في 12 فبراير 1980.

## مؤسسات مُنشأة لتخليد ذكراه

### مكتبة أفنان
ترك حسن باليوزي تعليمات بإنشاء مكتبة أفنان كصندوق وقفي مكرّس للبحوث المتعلقة بـالديانة البهائية، وتبرع بمكتبته الخاصة لتكون نواةً لها. تقع المكتبة في ساندي قرب كامبريدج في المملكة المتحدة، وافتُتحت عام 2015، وتضم أكثر من 10,000 مادة تغطي مواضيع متنوعة، وقد تلقت أيضًا تبرعات إضافية. يُعد موجان مومن أحد أمناء مكتبة أفنان.

### محاضرات حسن باليوزي التذكارية لجمعية الدراسات البهائية
أُطلقت سلسلة محاضرات تذكارية تحمل اسم حسن باليوزي تُنظّمها جمعية الدراسات البهائية لأمريكا الشمالية.
المحاضرون السابقون في سلسلة محاضرات حسن باليوزي:
- 2016: فرزام أرباب
- 2015: نزيلا غنية
- 2014: فهيد رفاتي
- 2013: لايالي ميلر مورو
- 2012: شاپور راسخ
- 2011: نادر سعيدي
- 2010: جوليو ساڤي
- 2009: أوتو دون روجرز
- 2008: هوشمند فتح أعظم
- 2007: وِل ڤان دن هونارد
- 2006: جانيت خان
- 2005: جون هاتشر
- 2004: علي نخجواني
- 2003: سهيل بشروئي
- 2002: أودو شايفر
- 2001: فريبورز صهبا وحسين أمانات
- 2000: بهيّه نخجواني
- 1999: ريتشارد توماس
- 1998: ويليام إس. هاتشر
- 1997: دوروثي رايت نيلسون
- 1996: روس وودمان
- 1995: أمين بناني
- 1994: ديفيد روه
- 1993: عباس امانات
- 1991: ديفيد هوفمان
- 1990: هيلين إليزه أوستين
- 1988: موجان مومن
- 1986: أديب طاهر زاده
- 1985: دوروثي فريمان
- 1984: ديفيد هوفمان
- 1983: فيروز كاظم زاده
- 1982: جايل موريسون
- 1981: دوغلاس مارتن، غلينفورد ميتشل
- 1980: عباس أفنان، محمد أفنان